# Kwanzaa
A kwanzaa elsődlegesen az Amerikai Egyesült Államokban, kifejezetten az afroamerikai népesség körében, kisebb részben Afrika egyes részein megtartott ünnep december 26. és január 1. között. Maulana Karenga(en) vezette be, és először 1962–1963-ban tartották meg. Az ünnep a nguzo szabára (hét alapelvre) épül. A kwanzaa szó szuahéli nyelven első termést jelent. Az elnevezésre azért választották a szuahéli nyelvet, mert az egyik leginkább elterjedt afrikai nyelv, s ezzel is emlékeztetni akarták az ünneplőt a közösség származására. Mondanivalója és jellegzetességei miatt társadalmi elfogadottsága kizárólag az afroamerikai közösségben jellemző, más etnikumok egyfajta „ellenkarácsonyt” látnak benne. Ezt alátámasztja az is, hogy az ünnep része az ünnepi lakoma és az ajándékozás, amely az ebben az időben tartandó karácsony jellegzetessége is.

## Története és etimológiája
A kwanzaa ünneplését Maulana Karenga vezette be 1962-ben azzal a céllal, hogy egy kifejezetten afroamerikai ünnepet vezessen be a köztudatba. Karenga szerint a kwanzaa kifejezés a szuahéli nyelvből származik, miszerint a Matunda ya kwanza jelentése az aratás első gyümölcsei, leegyszerűsítve első termés. A szuahéli nyelv a pánafrikanizmus egyik alapelvéből származik, miszerint ez a nyelv az afroamerikaiak egyik ősi nyelve, s ez tükrözi az összetartozást. Ennek ellentmond, hogy az Amerikába hurcolt afroamerikaiak nagy része Nyugat-Afrikából származik, míg a szuahéli kelet-afrikai nyelv.
Az ünnep gyökerei a fekete nacionalizmus 1960-as éveire tehetőek, melynek lényege az volt, hogy ennek vezetői segítséget kívántak adni az afroamerikai népcsoportnak a közös gyökerek felfedezésében, az afrikai hagyományok, illetve a nguzo szaba, a hét afrikai örökség elvének terjesztésében. Karenga véleménye szerint ez a kulturális forradalom ideje, amely megelőzi a valós forradalmat, amikor is feketék átveszik a hatalmat, s egyesítik az afroamerikai nemzeteket. A kulturális forradalom adja meg a forradalomnak az ideológiáját, elveit, és identitását.
A korai években (elsődlegesen az 1960-as, 1970-es években) az alapító Karenga kifejezett célja az volt, hogy egyfajta ellen-karácsonyt hozzon létre. Később Karenga megváltoztatta ezt a véleményét, mivel ez az álláspont a gyakorló keresztényeket eltávolította, s kijelentette, hogy ez nem alternatívája, hanem egyfajta kiegészítése a karácsonyi ünnepkörnek. Sok afroamerikai a karácsony mellett a kwanzaa-t is megünnepli.

## Elvek és szimbólumok
A kwanzaa a nguzo szaba elveire épül, amely Karenga szerint az ősi afrikai közösségi filozófia. Az ünnep hét estén át tart; az ünnepi szertartás minden este ezzel a kérdéssel kezdődik: „Hábári gáni?”, ami azt jelenti: „Mi újság?”, s amire valaki válaszként elmondja a nguzo szaba aznapi részét.
A nguzo szaba hét alapelve a következő: 
1. Umodzsa (egység): A célja, hogy fenntartsák az egységet a családban, a közösségben, a nemzetben és a fajban.
2. Kudzsicsagulja (önrendelkezés): A célja, hogy az önállóságot, az önrendelkezést megvalósítsák
3. Udzsima (kollektív munka és felelősség): A célja, hogy a közösségen belüli problémákat megoldják, egyéni és közösségi szinten belül.
4. Udzsamaa (egymás segítése): A célja, hogy olyan gazdasági hálózatot, boltokat és üzleteket alakítsanak ki, amely segíti a közösséget
5. Nia (cél): A célja, hogy megmutassa, a közösség kollektív célja a nemzet nagyságának bemutatása
6. Kuumba (alkotás): Új alkotások segítségével megmutatni a hagyományokat
7. Imani (hit, különösen a magunkba vezetett hit): Hinni magukban, s hinni abban, hogy a harc győztes lesz.

Hétágú gyertyatartó

A kwanza ünneplésének folyamán összejönnek a családok, a barátok, de vannak nagyobb közösségi ünneplések is. Ennek során meggyújtják a gyertyákat a hétágú gyertyatartóban (kinara), és megvitatják a gondolataikat a napi nguzo szabáról. A hét gyertyából (misumá szábá) három piros áll a jobb oldalon, három zöld a bal oldalon és egy fekete középen, valamivel magasabban, mint a többi. A piros az afrikai nemzetek vérét szimbolizálja, a zöld az új élet reményét, a fekete pedig az afrikaiak arcát.
A családok ilyenkor díszes, afrikai ruhát öltenek, a lakást pedig feldíszítik. Az ünneplés során jellemző a dob használata, valamint ősi afrikai énekek éneklése.
Az asztalokat szalmából szőtt takaróval, a mkekával takarják le, emlékeztetve az ünneplőket a tradíciókra, őseik eredetére. Az asztal közepén mazao és muhundi (gyümölcsök és zöldségek) vannak felhalmozva. A muhundi a csőkukorica, minden gyerek számára elő van készítve egy cső – ők az ünneplés központjai. Az asztalon van egy speciális díszítésű borospohár, a kikombe csa umodzsa (egység pohara), amelyből mindenki iszik egy kortyot.

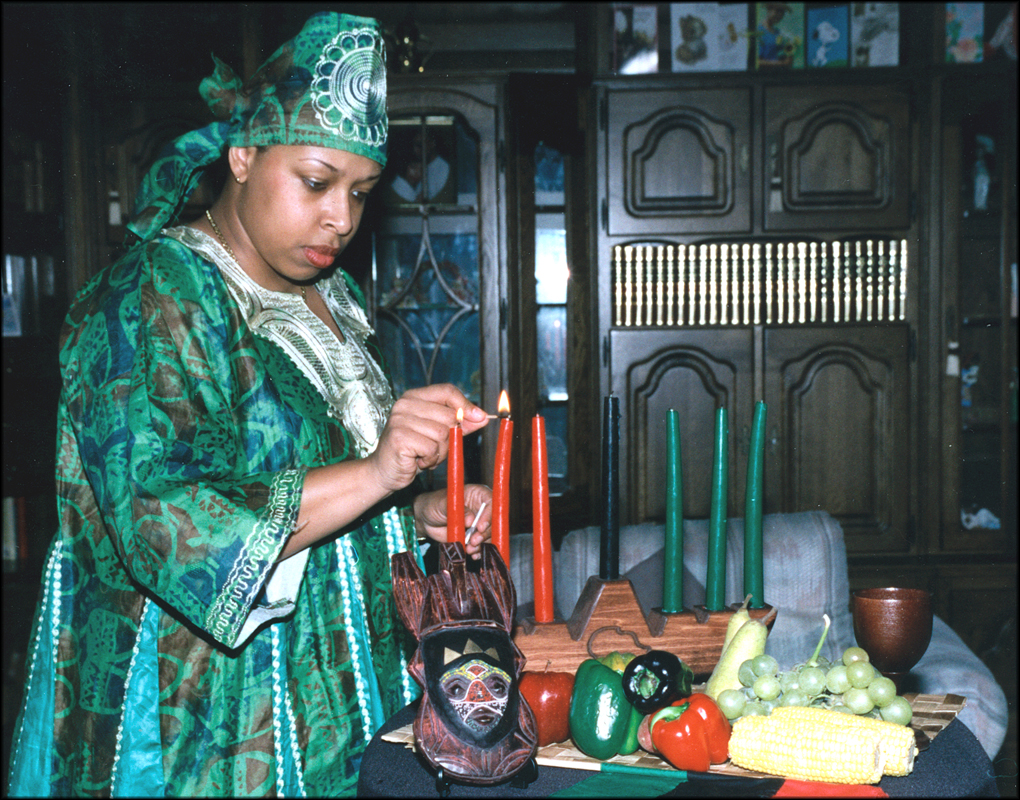
Az ünnepség hagyományos öltözete

Az ünnep tradicionálisan családi ünnep, de a közösségben is vannak különféle események. Különösen kuumba estéjén nagy vacsorát készítenek, amire rokonok és barátok vannak meghívva. Ez ad alkalmat arra, hogy népmeséket mondjanak, népdalokat énekeljenek és híres néger személyiségekről emlékezzenek meg. Ez az est, amikor az ajándékokat is kibontják – a múlt, jelen és a reményteljes jövő ünnepnapja.
Az időszak jellemző köszöntése a Happy Kwanzaa, mely magyarul „Boldog Kwanzaa!”-t jelent.
Emellett ebben az időszakban kifejezetten jellemző – állami szinten – az afroamerikaiakról való megemlékezés, kiállításokkal, kulturális eseményekkel, mint például a Spirit Kwanzaa, amely bemutatja az afrikai zenét, táncot, kultúrát a washingtoni John Fitzgerald Kennedy Centerben.

## Elterjedtsége
2004-es felmérés szerint az Egyesült Államok lakosságának 1,6%-a ünnepelte meg a kwanzaa-t. Ez nagyjából 4 millió embert jelent. Az alapító 2006-os beszédében azt állította, hogy mintegy 26 millió fő vett részt az ünneplésben. Több felmérés is készült, s a számok jelentősen ellentmondóak. Reális feltételezések szerint 2-4 millió fő között lehet azok létszáma, akik a kwanzaa ünnepkörének valamelyik napján részt vettek ebben az eseményben.
Az évek során a kwanzaa a kanadai feketék között is elkezdett terjedni, valamint kisebb mértékben Brazíliában is.